# Округа департамента Ардеш
Ардеш (фр. Ardèche) — департамент в центре Франции, один из департаментов региона Овернь — Рона — Альпы.
Департамент был создан в 1790 году, он был разделён на 7 районов: Аннонэ, Обена, Ларжантьер, Прива, Турнон, Верно, Вильнёв-де-Берг. Через 3 месяца они были реорганизованы в 3 района: Обена, Жойес, Турнон. В 1800 году были созданы округа Прива, Турнон и Ларжантьер.
Округа департамента Ардеш:
| №   | Округ          | Оригинальное название | Площадь, км² | Население, чел. (2013) | Количество коммун | Кантоны | Округ на карте департамента |
| 071 | Ларжантьер     | Largentière           | 2511         | 97967                  | 148               | Обена-1 (15 коммун), Обена-2 (15 коммун), Ле-Тей (13 коммун), Тюэй (41 коммуна), Валлон-Пон-д’Арк (29 коммун), Ле-Ван (35 коммун)                                                          |                             |
| 072 | Прива          | Privas                | 1159         | 87324                  | 65                | Бур-Сент-Андеоль (9 коммун), Ле-Шелар (46 коммун), Ле-Пузен (13 коммун), Прива (15 коммун), Ле-Тей (6 коммун), Валлон-Пон-д’Арк (1 коммуна), Ла-Вульт-сюр-Рон (17 коммун)                  |                             |
| 073 | Турнон-сюр-Рон | Tournon-sur-Rhône     | 1858         | 135088                 | 126               | Анноне-1 (6 коммун), Анноне-2 (10 коммун), Ле-Шелар (33 коммуны), Гийеран-Гранж (5 коммун), Ламастр (9 коммун), Сарра (19 коммун), Турнон-сюр-Рон (13 коммун), Ла-Вульт-сюр-Рон (9 коммун) |                             |